# Дракон повертається
Дракон повертається (словац. Drak sa vracia) — натуристсько-психологічний роман Доброслава Хробака.

## Головні герої
- Драк (Мартін Лепіш Мадлушовий) — маленьким хлопчиком його знайшов гончар Лепіш покинутим у лісі.
- Єва Ярібкова — одружена жінка, яка не кохає свого чоловіка, закохана в Драка.
- Шимон — чоловік Єви, не має емоційного зв'язку з дружиною, єдина спільна тема для розмов — робота на фермі.

Роман складається з 12 розділів та епілогу.

## Сюжет
Історія розпочинається з того, що Шимон повертається додому й розповідає Єві, що Драк повернувся до села. Єва думає про Драка, вона згадує моменти, коли познайомилася з ним, як вона кохала Драка, як селяни били його, після чого той втік. Шимон думає, що Єва піде до Дракона найближчої ночі, проте він помиляється, після чого чоловік відчуває полегшення.
Драк був сиротою, його по дорозі знайшов старий гончар Лепіш Мадлушовий та зробив своїм помічником. Оскільки Драк не контрактував з іншими людьми, то продовжує мислити застарілими поняттями. Коли старий гончар Мадлушов помирає, в його смерті селяни звинувачують Драка. Вони також пов'язують інші події з Драконом, такі як: посуха, безпліддя, смерть селянина на полі, і тому село боїться, що це все повториться після повернення Драка.
У горахі від посухи розпочалася пожежа, велика рогата худоби з села залишилася в горах, в селі немає чого їсти, тому старості потрібна допомога. Драк з власної ініціативи зголошується спробувати врятувати череду. Чоловіки вирішують, що супроводжувати його повинен Шимон.
Разом вони врятують стадо, але коли Саймон починає підозрювати Драка в тому, що він продав череду полякам, він влітає в село і підпалює оселю Драка. Проте він зрештою, повертається разом зі стадом та з Зошкою. Шимон усвідомлює, що зробив велику помилку і просить пробачення у Драка, проте він проявляє великодушність й пробачає Шимона, стверджуючи, що також завдав шкоди Шимону, залишивши Єву, коли вона була вагітна. Побачивши Драка з іншою жінкою — Зошкою, Єва розуміє, що вона не повинна була чекати Драка, але мусила цінувати Шимона.
У епілозі ми дізнаємося, що роман — вигаданий. Єва виступає оповідачем, й в епілозі вона розповідає своєму онуку історію: «-Потім? Потім нічого не було. Вони любили один одного і жили щасливо разом, поки вони не померли ... Спи, спи мій синку!»